# Operation Hailstone
Die Operation Hailstone (fälschlicherweise oft auch Hailstorm genannt), übersetzt „Hagelkorn“, war ein Unternehmen der US-Marine im Pazifikkrieg während des Zweiten Weltkriegs zur Ausschaltung des japanischen Stützpunktes auf Truk (Chuuk). Die Operation fand am 17. und 18. Februar 1944 statt und kann der Schlacht um die Marshallinseln zugerechnet werden.

## Vorbereitung

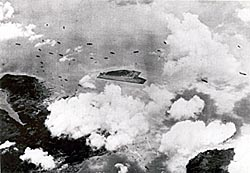
Die japanische Flotte in Truk, 4. Februar 1944

Zwei amerikanische Aufklärungsflugzeuge vom Typ Consolidated PB4Y „Privateer“ konnten am 4. Februar 1944 Fotos von dem japanischen Flottenstützpunkt im Truk-Atoll machen. Da Truk seit dem Ersten Weltkrieg in japanischem Besitz und seitdem konsequent von der Außenwelt abgeschottet worden war, gab es kaum Informationen und es existierten keinerlei aktuelle Aufnahmen dieser Inselgruppe. Dass Truk von den Japanern intensiv als wichtiger Flottenstützpunkt ausgebaut worden war und die Lagune ausreichend Ankerplatz für zahlreiche, auch sehr große Schiffe bot, war den Amerikanern bekannt, doch die ausgewerteten Aufnahmen übertrafen ihre Erwartungen.
Truk war Hauptstützpunkt der Kaiserlich Japanischen Marine im zentralen Pazifik. Zahlreiche große Kriegsschiffe ankerten in der Lagune. Das Flaggschiff der 2. Flotte, das Schlachtschiff Musashi lag dort, außerdem Flugzeugträger, Kreuzer, Zerstörer und U-Boote. Ebenso konnten auf den Bildern Flugfelder mit hunderten von Kampfflugzeugen entdeckt werden. Ohne Frage war die Inselgruppe ein lohnendes Angriffsziel für die US-amerikanische Trägerflotte.
Da die wichtigsten Atolle der nahegelegenen Marshallinseln schneller als erwartet eingenommen worden waren, konnte die für April vorgesehene Operation gegen Truk nun schon im Februar ausgeführt werden. Die Admirale Marc Andrew Mitscher und Raymond A. Spruance verfügten über die schlagkräftige Task Force 58 mit neun Flugzeugträgern, sieben Schlachtschiffen sowie zahlreichen Kreuzern und Zerstörern. Die Träger führten mehr als 700 Kampfflugzeuge mit, etwa die doppelte Anzahl dessen, was die Japaner auf Truk stationiert hatten. Die US-Flugzeuge waren zudem moderner als die ihrer Gegner. Noch dazu waren etliche der japanischen Maschinen gerade erst aus Japan eingetroffen und ihre Piloten hatten meist keine Kampferfahrung.

## 17. Februar (Dog-Day -1)

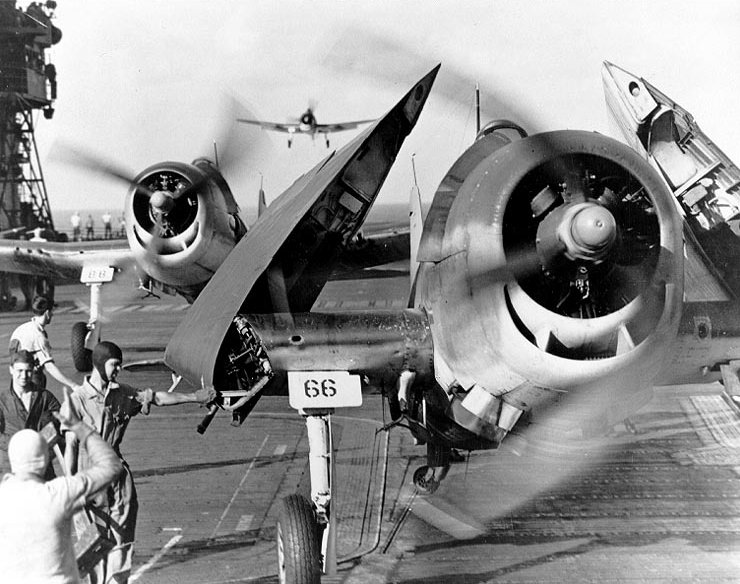
Grumman F6F-3 Hellcat kehren nach einem Angriff auf Truk auf die Enterprise zurück

Die US-Streitmacht war in drei Luftkampfgruppen eingeteilt worden. Auch für den Landeinsatz stand eine Gruppe bereit. Noch vor dem Morgengrauen am 17. Februar starteten von den Geleitträgern der Task Force 58 Grumman F6F „Hellcats“ zur Luftaufklärung. Zu ihrer Überraschung fanden sie aber keine feindlichen Maschinen im Luftraum über Truk. Auch die großen japanischen Schiffe waren nicht auszumachen.
Die erste Angriffswelle verließ die amerikanischen Flugzeugträger, um Verteidigungs- und Hafenanlagen sowie ankernde Schiffe in der Lagune zu zerstören. Der Verband bestand aus Sturzkampfflugzeugen des Typs  Douglas SBD „Dauntless“ und Grumman TBF „Avenger“ Torpedobombern, die mit panzerbrechenden Bomben für die Schiffe und Streubomben zum Angriff auf Flugzeuge am Boden ausgerüstet waren und  von Jagdflugzeugen begleitet wurden.
Auch die kurz danach gestartete zweite Angriffswelle verfolgte den Zweck, die Verteidigungsanlagen auf Truk zu zerstören.
Als ein kleiner japanischer Schiffskonvoi (Konvoi No. 4215), bestehend aus den Leichten Kreuzern Katori und Naka, den Zerstörern Nowaki und Maikaze, dem Minensucher Shonan Maru und dem als Transporter genutzten Hilfskreuzer Akagi Maru versuchte, über die Nordpassage aus der Lagune zu entkommen, wurde eine dritte Angriffswelle in Marsch gesetzt, um diese Schiffe anzugreifen. Dazu starteten Maschinen von den Flugzeugträgern Yorktown, Intrepid, Bunker Hill und Cowpens. Sie erreichten den Konvoi rund 30 Seemeilen westlich von Truk.
Die Katori und die Shonan Maru wurden leicht beschädigt und brachen aus der Formation aus, um einzeln zu entkommen. Als die Flugzeuge wegen Treibstoffmangels zu ihren Trägern zurückkehren mussten, waren aber schon Admiral Spruances Schiffe in Reichweite gelangt und eröffneten das Feuer. Der Hilfskreuzer Akagi Maru, der 512 Soldaten und knapp 800 Marineangehörige sowie Seeleute an Bord hatte, erhielt drei Bombentreffer und musste aufgegeben werden. Zwar konnte eine nicht genau gesicherte Zahl von Überlebenden von Bord des Hilfskreuzers gerettet werden, doch gingen diese später mit dem Kreuzer Katori unter (es war, gemessen an der Opferzahl von rund 1300 Toten, einer der schwerwiegendsten Verluste der Japaner während der Angriffe auf Truk), als dieser zusammen mit der Maikaze und dem Minensucher in den Nachmittagsstunden von US-Überwasserschiffen etwa 40 Seemeilen nordwestlich Truk eingeholt und versenkt wurde.
Da nun entdeckt worden war, dass die großen japanischen Kriegsschiffe nicht mehr in der Lagune von Truk lagen, wurden die amerikanischen Kampfflugzeuge für die nächsten drei Angriffswellen auf die Versenkung der zahlreichen Versorgungsschiffe und die Ausschaltung von Truk als japanische Operationsbasis eingesetzt. Besonderer Wert sollte darauf gelegt werden, dass keine japanischen Flugzeuge in der folgenden Nacht die amerikanische Flotte angreifen konnten. Insbesondere die Start- und Landebahnen wurden intensiv bombardiert und zahlreiche am Boden befindliche japanische Kampfflugzeuge außer Gefecht gesetzt.

## Nachtattacke
Gegen Mitternacht erschienen auf den Radarschirmen der Task Force 58 feindliche Echos. Die Enterprise startete umgehend Nachtjäger des Typs Chance Vought F4U Corsair, um die Maschinen abzufangen. Da die Japaner aber den genauen Standort der amerikanischen Schiffe nicht ausmachen konnten, verschwanden die Signale wieder von den Radarschirmen.
Die Nachtjäger wurden angewiesen, sich möglichst schnell aus dem Gebiet zu entfernen, um die japanischen Maschinen nicht anzulocken. Für einen Jäger kam das Kommando zu spät; ein feindliches Flugzeug konnte bis in unmittelbare Nähe der Intrepid durchbrechen und einen Torpedoangriff starten. Der abgeworfene Torpedo schlug in Rudernähe ein und machte den Flugzeugträger steuerlos. Es gab einige Opfer an Bord.
Die USS Intrepid musste die Task Force 58 verlassen und unter Geleit nach Pearl Harbor zur Reparatur zurückkehren.
Wie spätere Nachforschungen ergaben, waren die japanischen Maschinen nicht von Truk, sondern von Saipan oder Rabaul gestartet.
Auch die Amerikaner hatten für einen Nachtangriff trainiert. Er sollte radargestützt durchgeführt werden. Die mit Torpedobombern ausgerüstete Staffel VT-10 der USS Enterprise war mit den Vorbereitungen dafür schon seit Wochen beschäftigt und ihre Grumman TBF „Avenger“ waren entsprechend ausgerüstet.
Als sie mit ihren Flugzeugen über Truk erschienen, wurden sie von heftigem Abwehrfeuer empfangen. Trotzdem konnten die Verteidiger nur ein einziges Flugzeug abschießen. Der Nachtangriff war mit 13 Treffern von 48 Abwürfen äußerst erfolgreich.

## 18. Februar (Dog-Day)

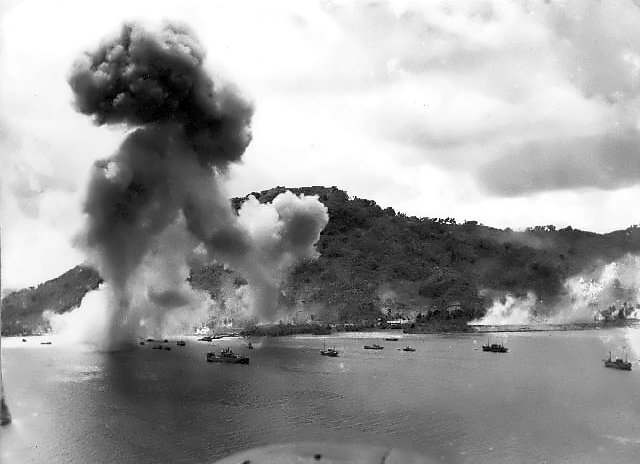
Angriffe auf japanische Schiffe

Im Morgengrauen des 18. Februar starteten wiederum US-Aufklärungsflugzeuge von den Flugzeugträgern, um die Situation über Truk zu erkunden. Die Japaner waren aber zu einer Luftverteidigung nicht mehr fähig. Die Basen auf Truk waren stark beschädigt und außer Funktion.
Die folgenden zwei Angriffswellen beschränkten sich nur noch auf logistische Anlagen und die in der Lagune liegenden Schiffe. Dabei wurden die Benzintanks zum Schluss bombardiert, weil deren Rauchentwicklung weitere Angriffe eingeschränkt hätte.
Als die zweite Angriffswelle des Tages begann, lief der japanische Zerstörer Oite in die Lagune ein. Er hatte 523 Überlebende des Leichten Kreuzers Agano an Bord, der am Vortag etwa 160 Seemeilen nördlich von Truk vom U-Boot Skate torpediert und versenkt worden war. Die Oite wollte ursprünglich Kurs auf Saipan nehmen, wurde jedoch nach Truk zur Verteidigung zurückbeordert.
Flugzeuge der Bunker Hill beschossen das Schiff zuerst, bevor eine Torpedoattacke geflogen wurde. Die Oite wurde mittschiffs schwer getroffen und zerbrach nach einer schweren Explosion in zwei Teile, die sofort sanken. Insgesamt starben 695 japanische Seeleute (alle 523 Überlebenden der Agano und 172 Besatzungsangehörige des Zerstörers). Nur 20 Überlebende der Oite konnten letztlich das Ufer der Lagune erreichen.
Eine dritte Angriffswelle wurde kurz nach dem Start zurückgerufen. Sie warf ihre Bombenlast über dem Meer ab und kehrte zu den Trägern zurück.
Die Task Force 58 beendete ihre Operation gegen Truk und begann am selben Tag den Rückmarsch zu ihren Ankerplätzen im Majuro-Atoll in den Marshallinseln.

## Ergebnis der Operation
Insgesamt wurden von den Amerikanern an zwei Angriffstagen zwei Kreuzer, fünf Zerstörer, vier militärische Hilfsschiffe und 31 Transportschiffe versenkt. Auf den Luftbasen blieben 200 zerstörte und mehr als 100 schwer beschädigte japanische Kampfflugzeuge zurück.

## Folgen der Operation

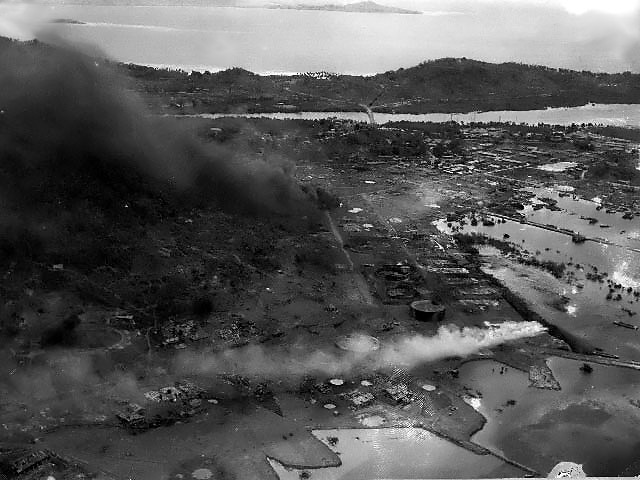
Zerstörte Anlagen auf Truk

Die japanische Marine musste nunmehr auf Truk als Flotten- und Luftstützpunkt verzichten. Ihre Hauptflotte hatten sie zwar kurz vor dem Angriffsbeginn nach Palau verlegt, unverständlicherweise aber ihre Versorgungsflotte in Truk zurückgelassen, wo sie jetzt fast völlig vernichtet worden war, mit schwerwiegenden Nachteilen für die nachfolgenden japanischen Operationen.
Den Amerikanern gelang es mit dem Angriff auf Truk, der vielfach als Rache für Pearl Harbor bezeichnet wurde, einen der wichtigsten feindlichen Stützpunkte außer Gefecht zu setzen. Truk wurde zwar nicht von amerikanischen Landungseinheiten eingenommen, aber so schwer getroffen, dass es keinerlei Bedeutung als Stützpunkt mehr hatte und die Bedrohung von dort beendet war. Truk blieb bis zum Kriegsende in japanischer Hand, spielte aber für den weiteren Schlachtenverlauf keine Rolle mehr und die sehr starke Besatzung der Inselgruppe musste sich letztlich dem Gemüseanbau mehr widmen als dem Kriegshandwerk, um nicht zu verhungern.
Für die Amerikaner war nun der Weg frei, um die Inselgruppe der Marianen anzugreifen, zu denen wichtige japanische Stützpunkte wie Guam, Saipan und Tinian gehörten.

## Schiffsliste
Versenkte japanische Schiffe in der Lagune von Truk (oder im näheren Umfeld des Atolls):
- Oite (Zerstörer)
- Tachikaze (Zerstörer)
- Fumizuki (Zerstörer)
- Akagi Maru (bewaffneter Handelskreuzer)
- Heian Maru (U-Boot-Hilfsschiff)
- Fujikawa Maru (Flugzeugtransporter)
- Gyoraitei Nr.10 (Schnellboot)
- Yamakisan Maru (militärisches Hilfsschiff)
- Nagano Maru und Yubai Maru (Armeetransporter)
- Taikichi Maru (Handelsschiff)
- Transporter: Rio de Janeiro Maru, Kiyozumi Maru, Aikoku Maru, Gosei Maru, Hanakawa Maru, Hokuyo Maru, Amagisan Maru, Kensho Maru, Matsutani Maru, Momokawa Maru, Reiyo Maru, San Francisco Maru, Sankisan Maru, Seiko Maru, Taiho Maru, Zukai Maru, No.6 Unkai Maru, Yamagiri Maru
- Tanker: Fujisan Maru, Hoyo Maru, Shinkoku Maru, No.3 Tonan Maru, Nippo Maru